# ويليام تورنبول جونيور
ويليام تورنبول جونيور (بالإنجليزية: William Turnbull)‏ هو مهندس معماري أمريكي، ولد في 1 أبريل 1935 في نيويورك في الولايات المتحدة، وتوفي في 26 يونيو 1997 في ساوساليتو في الولايات المتحدة.